# سيرج جيرارد
سيرج جيرارد (بالفرنسية: Serge Girard)‏ هو عداء ألتراماراثون ‏ فرنسي، ولد في 25 أكتوبر 1953.

## وصلات خارجية
- سيرج جيرارد على موقع الاتحاد الألماني للألترا ماراثون (الإنجليزية)